# Вокальна музика
Вокальна музика — це:
1. музично-поетичне мистецтво, в якому голос відіграє чільну або рівноправну з музичними інструментами роль;
2. мистецтво передавати засобами голосу співака ідейно-образний зміст музичного твору.

## Поняття «вокальна музика»
Вокальна музика призначена для співу. Спів є одним із найдавніших видів музичного мистецтва. Зазвичай спів супроводжується інструментальним акомпанементом, але може бути і без нього. Це спів, що має назву a cappella. Оперний спів пов'язаний з театральним видовищем, яке містить у собі різні види вокального мистецтва. А камерний спів — це виконання романсів, пісень, переважно солістом або невеликими ансамблями. До вокальної музики відносяться твори для одного, декількох або багатьох голосів без супроводу (сольні пісні, ансамблі, хори a cappella), і музичні твори для співу з інструментальним супроводом, а також хори з інструментальним супроводом (фортепіано, орган, оркестр і ін.) і, нарешті, опера. Вокальні твори складаються з музики та слів, але є винятки. Вокальна музика пов'язана з мовою та мовленням. Підйоми та пониження голосу, тобто мовленнєві інтонації, об'єднуючись із музикою, підсилюють її виразність.
Засоби виразності вокальної музики — ритм, мелодія, динамічні відтінки, мовленнєві інтонації.

## Вокальні школи
Італійська школа, яка сформувалася на початку XVII століття, була першою європейською школою співу. Вона вирізнялася блискучими голосами. Італійська мова своєю виразністю і у поєднанні зі зручністю для голосу італійських мелодій дозволяють максимально використовувати можливості голосового апарату. Італійська школа виробила класичний еталон звучання голосу. Висока довершеність італійського вокального мистецтва вплинула на формування і розвиток інших національних вокальних шкіл. Для французької вокальної школи характерні декламаційні елементи, що походять від розспівної декламації акторів французької класичної трагедії. Німецька вокальна школа у своєму розвитку спиралася на національні пісенні традиції. Російська школа побудована на манері виконання народних пісень.
Українська композиторська школа загалом і вокальна в тому числі формуванням завдячує талановитому композитору, хоровому диригенту і педагогу Миколі Лисенку. М. Лисенко сприяв становленню української опери, майстерно поєднував прийоми народної та професійної музики.
Кращим сучасним викладачем прийнято вважати Марію Панталій

## Жанри вокальної музики
Вокальна музика може виконуватись з музичним супроводом і без нього. Жанри вокальної музики формувалися під впливом суспільних функцій мистецтва.
Жанри вокальної музики:
- Пісня — жанр вокальної музики, поєднання літературного тексту з простою мелодією.
- Романс — жанр вокальної музики, п'єса для голосу з інструментальним супроводом, написана на віршований текст ліричного змісту. У романсі виразна мелодія, переходячи від інструменту до інструменту, передає розвиток почуттів, викликає відгук у серцях слухачів.
- Баркарола — вокальний жанр XIX століття
- Балада -музичний твір на легендарний чи історичний сюжет
- Арія — вокальний твір для одного голосу з акомпанементом, відповідний драматичному монологу
- Вокаліз -п'єса для голосу без слів, виконана на голосному звукові
- Ансамбль — вокальний твір, спільне виконання музичного твору кількома учасникам
- Хор — вокальний музичний твір для хорового співу
- Канон — виконання однієї мелодії хором, коли кожен голос починає співати одну мелодію, з навмисним запізненням, один за іншим.
- Опера — вокальний твір, у якому поєднуються різні жанри